# Masters de Indian Wells 2016

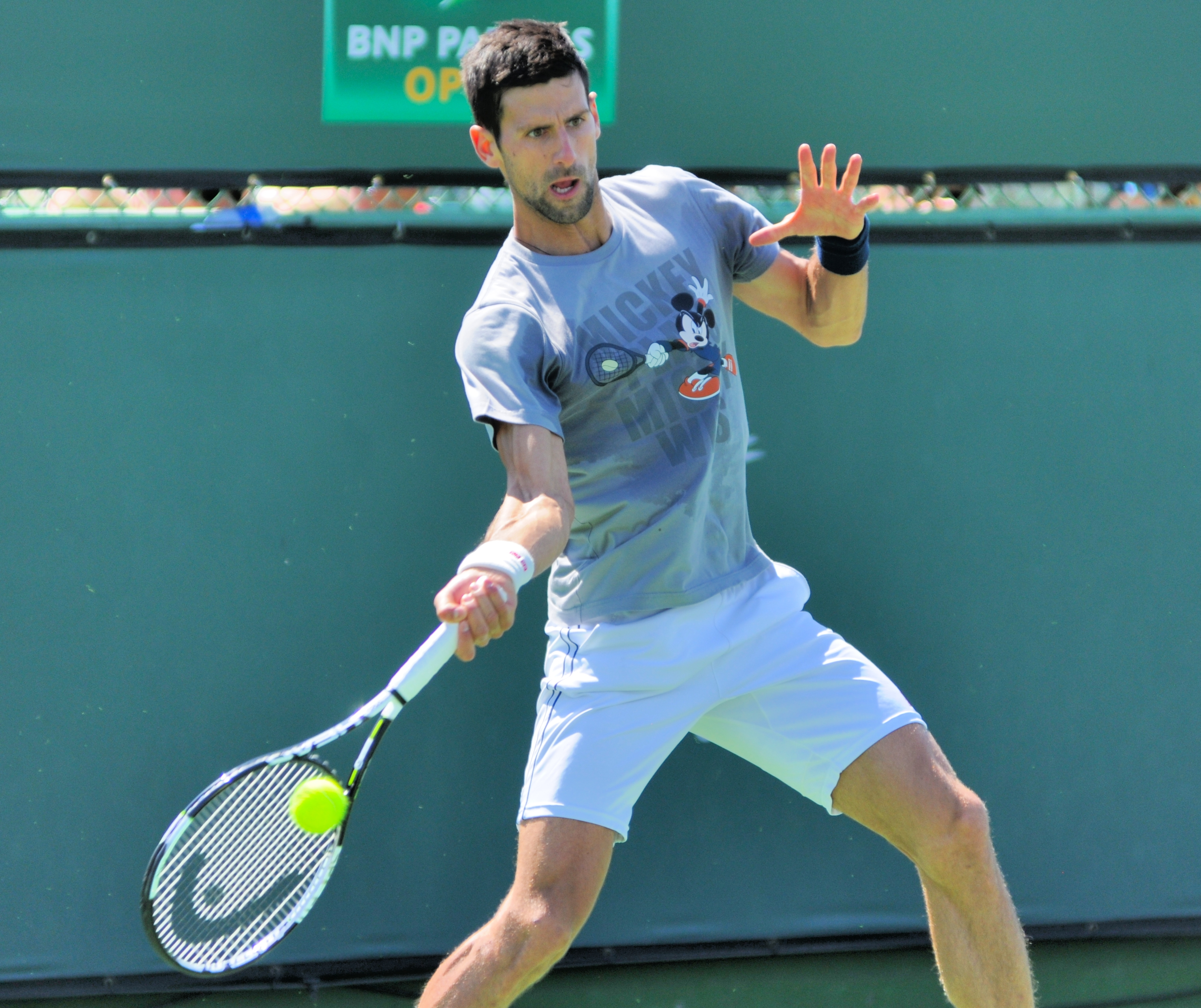
Novak Djokovic el 12-03-2016

El BNP Paribas Open 2016 fue un torneo de tenis ATP World Tour Masters 1000 en su rama masculina y WTA Premier Mandatory en la femenina. Se disputó en Indian Wells (Estados Unidos), en las canchas duras del complejo Indian Wells Tennis Garden, entre el 7 y el 20 de marzo de ese año.

## Puntos y premios en efectivo

### Distribución de puntos
| Evento                  | G    | F   | SF  | CF  | Ronda de 16 | Ronda de 32 | Ronda de 64 | Ronda de 128 | Q  | Q2 | Q1 |
| Individuales masculinos | 1000 | 600 | 360 | 180 | 90          | 45          | 25          | 10           | 16 | 8  | 0  |
| Dobles masculinos       | 1000 | 600 | 360 | 180 | 90          | 45          | 0           | —            | —  | —  | —  |
| Individuales femeninos  | 1000 | 650 | 390 | 215 | 120         | 65          | 35          | 10           | 30 | 20 | 2  |
| Dobles femeninos        | 1000 | 650 | 390 | 215 | 120         | 65          | 5           | —            | —  | —  | —  |

### Premios en efectivo
| Evento                  | G          | F        | SF       | CF       | Ronda de 16 | Ronda de 32 | Ronda de 64 | Ronda de 128 | Q2    | Q1    |
| Individuales masculinos | $1 000 000 | $500 000 | $225 000 | $104 000 | $52 000     | $26 000     | $16 000     | $11 000      | $2800 | $1400 |
| Individuales femeninos  | $1 000 000 | $500 000 | $225 000 | $104 000 | $52 000     | $26 000     | $16 000     | $11 000      | $2800 | $1400 |
| Dobles masculinos       | $258 000   | $126 000 | $63 100  | $32 220  | $17 000     | $9100       | —           | —            | —     | —     |
| Dobles femeninos        | $258 000   | $126 000 | $63 100  | $32 220  | $17 000     | $9100       | —           | —            | —     | —     |

## Cabezas de serie

### Individuales masculinos

#### Sembrados
| Sembrado | Ranking | Jugador               | Puntos | Puntos por defender | Puntos ganados | Nuevos puntos | Ronda hasta la que avanzó en el torneo            |
| 1        | 1       | Novak Djokovic        | 16540  | 1000                | 1000           | 16540         | Final venció a Milos Raonic [12]                  |
| 2        | 2       | Andy Murray           | 8685   | 360                 | 45             | 8370          | Tercera ronda, perdió ante Federico Delbonis      |
| 3        | 4       | Stan Wawrinka         | 6325   | 10                  | 90             | 6405          | Cuarta ronda, perdió ante David Goffin [15]       |
| 4        | 5       | Rafael Nadal          | 4810   | 180                 | 360            | 4990          | Semifinales, perdió ante Novak Djokovic [1]       |
| 5        | 6       | Kei Nishikori         | 3980   | 90                  | 180            | 4070          | Cuartos de final, perdió ante Rafael Nadal [4]    |
| 6        | 7       | Tomáš Berdych         | 3900   | 180                 | 90             | 3810          | Cuarta ronda, perdió ante Milos Raonic [12]       |
| 7        | 9       | Jo-Wilfried Tsonga    | 2950   | 0                   | 180            | 3130          | Cuartos de final, perdió ante Novak Djokovic [1]  |
| 8        | 10      | Richard Gasquet       | 2715   | 10                  | 90             | 2795          | Cuarta ronda, perdió ante Marin Čilić [10]        |
| 9        | 11      | John Isner            | 2585   | 90                  | 90             | 2585          | Cuarta ronda, perdió ante Kei Nishikori [5]       |
| 10       | 12      | Marin Čilić           | 2555   | 10                  | 180            | 2725          | Cuartos de fina, perdió ante David Goffin [15]    |
| 11       | 13      | Dominic Thiem         | 2430   | 10                  | 90             | 2510          | Cuarta ronda, perdió ante Jo-Wilfried Tsonga [7]  |
| 12       | 14      | Milos Raonic          | 2410   | 360                 | 600            | 2650          | Final, perdió ante Novak Djokovic [1]             |
| 13       | 16      | Gaël Monfils          | 1950   | 0                   | 180            | 2130          | Cuartos de final, perdió ante Milos Raonic [12]   |
| 14       | 17      | Roberto Bautista-Agut | 1935   | 45                  | 45             | 1935          | Tercera ronda, perdió ante Feliciano López [18]   |
| 15       | 18      | David Goffin          | 1930   | 0                   | 360            | 2290          | Semifinales, perdió ante Milos Raonic [12]        |
| 16       | 19      | Gilles Simon          | 1895   | 90                  | 45             | 1850          | Tercera ronda, perdió ante Alexander Zverev       |
| 17       | 20      | Bernard Tomic         | 1845   | 180                 | 45             | 1710          | Tercera ronda, retiro ante Milos Raonic [12]      |
| 18       | 21      | Feliciano López       | 1630   | 180                 | 90             | 1540          | Cuarta ronda, perdió ante Novak Djokovic [1]      |
| 19       | 22      | Benoît Paire          | 1581   | (20)                | 10             | 1571          | Segunda ronda, perdió ante Adrian Mannarino       |
| 20       | 23      | Viktor Troicki        | 1580   | 10                  | 10             | 1580          | Segunda ronda, perdió ante Leonardo Mayer         |
| 21       | 23      | Jack Sock             | 1570   | 90                  | 45             | 1525          | Tercera ronda, perdió ante Dominic Thiem [11]     |
| 22       | 25      | Pablo Cuevas          | 1510   | 45                  | 10             | 1475          | Segunda ronda, perdió ante Guido Pella            |
| 23       | 26      | Grigor Dimitrov       | 1420   | 45                  | 10             | 1385          | Segunda ronda, perdió ante Alexander Zverev       |
| 24       | 27      | Nick Kyrgios          | 1420   | 25                  | 10             | 1405          | Segunda ronda, perdió ante Albert Ramos           |
| 25       | 28      | Martin Klizan         | 1420   | 25                  | 10             | 1405          | Segunda ronda, retiro ante Fernando Verdasco      |
| 26       | 29      | Aleksandr Dolgopólov  | 1330   | 45                  | 45             | 1330          | Tercera ronda, perdió ante Richard Gasquet [8]    |
| 27       | 30      | Philipp Kohlschreiber | 1330   | 45                  | 45             | 1330          | Tercera ronda, perdió ante Novak Djokovic [4]     |
| 28       | 31      | Jérémy Chardy         | 1255   | 10                  | 10             | 1255          | Segunda ronda, perdió ante Alex Kuznetsov         |
| 29       | 33      | Thomaz Bellucci       | 1200   | 10                  | 10             | 1200          | Segunda ronda, perdió ante Borna Ćorić            |
| 30       | 35      | Steve Johnson         | 1190   | 15                  | 45             | 1220          | Tercera ronda, perdió ante Kei Nishikori [5]      |
| 31       | 36      | Sam Querrey           | 1175   | 10                  | 45             | 1210          | Tercera ronda, perdió ante Jo-Wilfried Tsonga [7] |
| 32       | 37      | João Sousa            | 1146   | 10                  | 10             | 1146          | Segunda ronda, perdió ante Federico Delbonis      |

### Dobles masculinos
| Tenistas                                | Ranking | Preclasificado |
| Jean-Julien Rojer / Horia Tecău         | 7       | 1              |
| Ivan Dodig / Marcelo Melo               | 8       | 2              |
| Bob Bryan / Mike Bryan                  | 11      | 3              |
| Jamie Murray / Bruno Soares             | 12      | 4              |
| Rohan Bopanna / Florin Mergea           | 20      | 5              |
| Vasek Pospisil / Jack Sock              | 30      | 6              |
| Pierre-Hugues Herbert / Nicolas Mahut   | 31      | 7              |
| Édouard Roger-Vasselin / Nenad Zimonjić | 36      | 8              |

- Ranking del 7 de marzo de 2016

### Individuales femeninos
| Sembrado | Ranking | Jugador                   | Puntos | Puntos por defender | Puntos ganados | Nuevos puntos | Ronda hasta la que avanzó en el torneo                |
| 1        | 1       | Serena Williams           | 9245   | 390                 | 650            | 9505          | Final, perdió ante Victoria Azarenka [13]             |
| 2        | 2       | Angelique Kerber          | 5700   | 10                  | 10             | 5700          | Segunda ronda, perdió ante Denisa Allertová           |
| 3        | 3       | Agnieszka Radwańska       | 5450   | 65                  | 390            | 5775          | Semifinales, perdió ante Serena Williams [1]          |
| 4        | 4       | Garbiñe Muguruza          | 4831   | 65                  | 10             | 4776          | Segunda ronda, perdió ante Christina McHale           |
| 5        | 5       | Simona Halep              | 4745   | 1000                | 215            | 3950          | Cuartos de final, perdió ante Serena Williams [1]     |
| 6        | 6       | Carla Suárez Navarro      | 4015   | 215                 | 0              | 3800          | Se dio de baja del torneo                             |
| 7        | 8       | Belinda Bencic            | 3505   | 120                 | 65             | 3495          | Tercera ronda, perdió ante Magdaléna Rybáriková       |
| 8        | 9       | Petra Kvitová             | 3483   | 0                   | 215            | 3698          | Cuartos de final, perdió ante Agnieszka Radwańska [3] |
| 9        | 10      | Roberta Vinci             | 3455   | 35                  | 120            | 3540          | Cuarta ronda, retiro ante Magdaléna Rybáriková        |
| 10       | 12      | Venus Williams            | 3082   | 0                   | 10             | 3092          | Segunda ronda, perdió ante Kurumi Nara [Q]            |
| 11       | 13      | Lucie Šafářová            | 2823   | 65                  | 10             | 2768          | Segunda ronda, perdió ante Yaroslava Shvédova         |
| 12       | 21      | Timea Bacsinszky          | 2440   | 215                 | 120            | 2345          | Cuarta ronda, perdió ante Daria Kasatkina             |
| 13       | 15      | Victoria Azarenka         | 2660   | 65                  | 1000           | 3595          | Final venció a Serena Williams [1]                    |
| 14       | 18      | Ana Ivanović              | 2531   | 65                  | 65             | 2531          | Tercera ronda, perdió ante Karolína Plíšková [19]     |
| 15       | 16      | Sara Errani               | 2585   | 65                  | 10             | 2530          | Segunda ronda, perdió ante Lesia Tsurenko             |
| 16       | 17      | Svetlana Kuznetsova       | 2535   | 65                  | 10             | 2480          | Segunda ronda, perdió ante Coco Vandeweghe            |
| 17       | 14      | Elina Svitolina           | 2750   | 120                 | 65             | 2695          | Tercera ronda, perdió ante Roberta Vinci [9]          |
| 18       | 19      | Karolína Plíšková         | 2525   | 120                 | 390            | 2795          | Semifinales, perdió ante Victoria Azarenka [13]       |
| 19       | 20      | Jelena Janković           | 2505   | 650                 | 120            | 1975          | Cuarta ronda, perdió ante Agnieszka Radwańska [3]     |
| 20       | 25      | Caroline Wozniacki        | 2046   | 65                  | 10             | 1991          | Segunda ronda, perdió ante Shuai Zhang [WC]           |
| 21       | 22      | Sloane Stephens           | 2215   | 120                 | 10             | 2105          | Segunda ronda, perdió ante Eugénie Bouchard           |
| 22       | 23      | Andrea Petković           | 2110   | 10                  | 10             | 2110          | Segunda ronda, perdió ante Barbora Strýcová           |
| 23       | 24      | Madison Keys              | 2060   | 65                  | 10             | 2005          | Segunda ronda, perdió ante Nicole Gibbs [Q]           |
| 24       | 27      | Anastasiya Pavliuchenkova | 1920   | 65                  | 10             | 1865          | Segunda ronda, perdió ante Kateryna Bondarenko [Q]    |
| 25       | 26      | Johanna Konta             | 1928   | 20                  | 120            | 2028          | Cuarta ronda, perdió ante Karolína Plíšková [18]      |
| 26       | 28      | Samantha Stosur           | 1825   | 65                  | 120            | 1880          | Cuarta ronda, perdió ante Victoria Azarenka [13]      |
| 27       | 29      | Kristina Mladenovic       | 1780   | 10                  | 10             | 1780          | Segunda ronda, perdió ante Yulia Putintseva           |
| 28       | 30      | Anna Schmiedlová          | 1690   | (55)                | 10             | 1645          | Segunda ronda, perdió ante Mónica Puig                |
| 29       | 31      | Sabine Lisicki            | 1682   | 390                 | 10             | 1302          | Segunda ronda, perdió ante Johanna Larsson            |
| 30       | 32      | Yekaterina Makárova       | 1571   | 65                  | 65             | 1571          | Tercera ronda, perdió ante Simona Halep [5]           |
| 31       | 33      | Daria Gavrilova           | 1430   | 65                  | 10             | 1375          | Segunda ronda, perdió ante Magdaléna Rybáriková       |
| 32       | 34      | Monica Niculescu          | 1380   | 35                  | 65             | 1410          | Tercera ronda, perdió ante Agnieszka Radwańska [3]    |

### Dobles femeninos
| Tenista                                 | Ranking | Preclasificada |
| Martina Hingis / Sania Mirza            | 2       | 1              |
| Chan Hao-ching / Chan Yung-jan          | 11      | 2              |
| Tímea Babos / Yaroslava Shvédova        | 17      | 3              |
| Andrea Hlaváčková / Lucie Hradecká      | 22      | 4              |
| Yekaterina Makárova / Lucie Šafářová    | 25      | 5              |
| Caroline Garcia / Kristina Mladenovic   | 26      | 6              |
| Garbiñe Muguruza / Carla Suárez Navarro | 31      | 7              |
| Raquel Atawo / Abigail Spears           | 39      | 8              |

- Ranking del 7 de marzo de 2016

## Campeones

### Individuales masculinos
Novak Djoković venció a  Milos Raonic por 6-2, 6-0

### Individuales femeninos
Victoria Azarenka venció a  Serena Williams por 6-4, 6-4

### Dobles masculinos
Pierre-Hugues Herbert /  Nicolas Mahut vencieron a  Vasek Pospisil /  Jack Sock por 6-3, 7-6(5)

### Dobles femenino
Bethanie Mattek-Sands /  Coco Vandeweghe vencieron a  Julia Goerges /  Karolína Plíšková por 4-6, 6-4, [10-6]